# Caecidotea dimorpha
Caecidotea dimorpha är en kräftdjursart som först beskrevs av J.G. Mackin och Leslie Raymond Hubricht 1940.  Caecidotea dimorpha ingår i släktet Caecidotea och familjen sötvattensgråsuggor. Inga underarter finns listade i Catalogue of Life.